# Pontomedusa
Pontomedusa (en grec antic Ποντομέδουσα) va ser una de les cinquanta Nereides, filla de Nereu, un déu marí fill de Pontos, i de Doris, una nimfa filla d'Oceà i de Tetis. Tenia un únic germà, Nèrites.
En parla Apol·lodor a la seva llista de nereides. El seu nom significa «la reina del mar».